# البيتلز (خلية إرهابية)

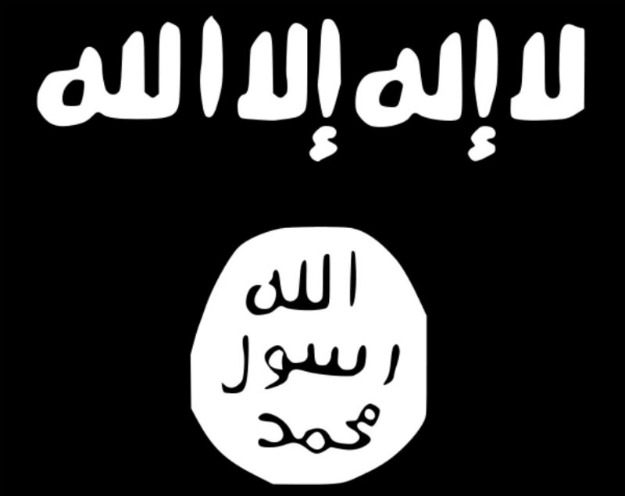

(البيتلز) وقد لقبوا بهذا اللقب من قبل رهائنهم وذلك بسبب لغتهم الإنجليزية وهم مجموعة عسكرية ناشطة تابعة للدولة الإسلامية في العراق والشام. وكان الرهائن لدى البيتلز يلقبون أعضاء المجموعة ب «جون» و «بول» و «جورج» و «رينغو» تيمنا بالأعضاء الأربعة لفرقة الروك البريطانية، البيتلز. وفي شهر تشرين الثاني نوفمبر من عام 2015 تم قتل أحد المسلحين وأسر آخر وتم القاء القبض على الأثنين الأخرين في مطلع عام 2018. 
ولقد كانوا هم المسؤولون عن عمليات قطع الرؤوس في العراق وسوريا كما ظهر جليا في فيديوهات إعدام الصحفيين الأمريكيين جيمس فولي وستيفين سوتلوف وعاملي الإغاثة البريطانيين دايفيد هاينس والان هينينغ في عام 2014. وقد قامت المجموعة أيضا بحجز أكثر من 20 رهينة أجنبية لدى الدولة الأسلامية في العراق والشام في غرب الرقة في سوريا. ولقد كانوا أشد قسوة من الحراس الأخرين للدولة الأسلامية في العراق والشام حيث كانوا يستعملون الصدمات الكهربائية ومسدسات الصعق والأعدامات الوهمية ومن ضمنها الصلب والأيهام بالغرق. 

## الأنشطة
البيتلز كانوا مجموعة من أربعة أو ثلاثة بريطانيين يقاتلون لحساب الدولة الأسلامية الجهادية المتطرفة في العراق والشام. وقد كان الرهائن لدى هذه المجموعة يلقبون اعضاءها ب «جون» و «بول» و«جورج» و «رنغو» تيمنا بالأعضاء الأربعة لفرقة الروك البريطانية «البيتلز». 
كانوا يأخذون الرهائن ويحتجزون أكثر من 20 رهينة أجنبية لحساب الدولة الإسلامية في العراق والشام في زنزانات ضيقة في غرب الرقة في سوريا وكانوا أيضا يقومون بعمليات قطع رؤوس الرهائن ويوثقون اعمالهم في فيديوات يتم بثها للعامة فيما بعد وكانوا دائما ما يقوموا بأخفاء وجوههم. 

## أحتجاز وتعذيب وطلب الفدية من الرهائن
البيتلز والذين طلب منهم قادة الدولة الإسلامية في العراق والشام أن يتحملوا مسؤولية حجز الرهائن الأجانب حيث كانوا أكثر قسوة من الحراس الآخرين للدولة الأسلامية في العراق والشام حيث قال أحد المصادر بأن «متى ما ظهر البيتلز كان هنالك ضرب وتعذيب». ولقد كانوا الأكثر ايخافا من الجهاديين البقية بسبب أسلوبهم المروع في التعذيب وطريقة ضربهم واستعمالهم الصدمات الكهربائية ومسدسات الصعق الكهربائي والأعدامات الوهمية من ضمنها (عمليات الصلب) والإيهام بالغرق حسب ما قال أحد الرهائن الفرنسيين الذين تم تحريرهم. 
وبسبب وحشيتهم المفرطة تم عزلهم من مهامهم الحراسية في مرحلة ما من قبل الدولة الإسلامية في العراق والشام. 
وكان البيتلز مهتمين في الحصول على الفديات مقابل الرهائن. وقد ذكر أحد الرهائن السابقين بأن البيتلز كانوا يتفاخرون بأنهم تلقوا ملايين الدولارات كفدية من دول أوربية محددة بحيث كانت كافية لدفع رواتب التقاعد في كل من قطر أوالكويت. وقد تواصلت الجماعة مع عوائل بعض الرهائن البريطانيين ويعتقد بأنهم لايزال لديهم روابط مع شركاءهم واصدقاءهم في المملكة المتحدة. والدة جيمس فولي، ديان فولي قالت في أحد اللقاءات «طلباتهم كانت مستحيلة بالنسبة لنا، 100 مليون يورو أو يتم تحرير جميع السجناء المسلمين. طلبات الإرهابيين كانت موجهة كليا للحكومة، حقا. ومع ذلك نحن كعائلة أمريكية كان علينا أن نعرف كيف نجيبهم». 
خلية البيتلز قامت بأحتجاز ما لا يقل عن 23 رهينة أجنبية وتقريبا تم دفع فدية لجميع الرهائن أو تم مقتلهم. 

## 2014-2015 عمليات قطع الرؤوس
الجهادي جون نفذ أو شارك بعمليات قطع الرؤوس للصحفيين الأمريكيين جيمس فولي وستيفين سوتلوف وكذلك عاملي الأغاثة البريطانيين دايفيد هاينس والآن هانينغ وعامل الأغاثة الأمريكي بيتر كاسيغ والمقاول الياباني العسكري الخاص هارونا يوكاوا والصحفي الياباني كنجي غوتو و 22 عضو من القوات المسلحة السورية في الفترة من أب في العام 2014 إلى كانون الثاني 2015. 
وقد قال عضو سابق في الدولة الأسلامية بأن استعمال رجل بريطاني لتنفيذ عمليات قطع الرؤوس كان من المحتمل عملا معتمدا من قبل الدولة الأسلامية في العراق وسوريا «من أجل إيصال صورة بأن رجل بريطاني أو غربي قام بقتل شخص أمريكي من أجل أنهم يستطيعون أن يناشدوا البقية خارج سوريا ويجعلوهم يشعرون بأنهم منتمين إلى نفس القضية». 

## الرهائن
في آب من العام 2014, تم الأدعاء بأن هنالك أكثر من 20 رهينة متبقية. والعديد من عوائل الرهائن أختاروا أن لا يكشفوا أسماء أقرباءهم من أجل أن يتجنبوا لفت الأنتباه لهم والمساومة على سلامتهم. 

## الأعضاء

### «جون»
الجهادي المعروف ب «جون» قائد فرقة البيتلز وغالبا ما يشار له بـ"جون السجَّان" وتم التعرف عليه من قبل صحيفة الواشنطن بوست في شهر شباط فبراير من عام 2015 بـ محمد إموازي وقد ظهر في فيديو كقاتل فولي.وتم التعرف على هويته من قِبل المخابرات الأمريكية والبريطانية في أيلول سبتمبر من العام 2014 ولكن لم يتم الكشف عنها لأسباب تتعلق بالعمليات الأمنية. في الثاني عشر من شهر تشرين الثاني نوفمبر من العام 2015 يقال بأن طائرة بدون طيار أمريكية قامت بتنفيذ غارة جوية في الرقة حيث أستهدفت اموازي أثناء مغادرته إحدى المباني والدخول لأحدى المركبات. وقد ذكر مسؤولون أمريكيون بأنه قد قتله ولكن لم يتم التأكد من مقتله. وأن الولايات المتحدة لا تزال في طور تحليل البيانات. وقد وصفها أحد المسؤولين بأنها "خالية من العيوب" و " ضربة موفقة" وخالية من الأضرار الجانبية وأن اموازي قد "تبخر". ونقل عن مسؤول عسكري أمريكي رفيع المستوى قوله "نحن متأكدون بنسبة 99% بأننا تمكنا منه. وفي كانون الثاني يناير من العام 2016 أكدت الدولة الأسلامية في العراق والشام مقتله. 

### «جورج»
«جورج» والذي غالبا ما كان يعيد قراءة أجزاء القران الكريم ويقوم بتعزيز وجهات النظر المتطرفة للدولة الأسلامية في العراق والشام في العلن. وكان يستعمل الأسم الحركي «أبو محارب» والذي يعني «المقاتل» في اللغة العربية. وقد تكهنت صحيفة الديلي تليغراف بأن «جورج» هو نفسه الجهادي من غرب لندن عبد المجيد عبد الباري والذي ربما يكون قد سافر إلى سوريا مع صديقه الجهادي محمد اموازي. 
في العام 2016 تم التعرف على الكسندا كوتي البالغ من العمر 32 عاما والذي ينحدر من غرب لندن كأحد عناصر فرقة البيتلز من قبل صحيفة الواشنطن بوست وبزفيد نيوز. ولكنهم لم يكونوا متيقنين أذا ما كان «جورج» أو «رنغو». 
وبعد بضعة أشهر وفي تحقيق مشترك أخر قامت به صحيفة واشنطن بوست وبزفيد حيث قاموا بالتعرف على أخر عضو في المجموعة وهو الشفيع الشيخ وهو مواطن بريطاني قامت عائلته بالفرار من السودان خلال التسعينات، وكان شاب لندي يبلغ من العمر 27 عاما وسافر إلى سوريا خلال العام 2012. ولكنهم كانوا لا يزالون غير متيقنين إذا ما كان الشيخ أو كوتي هو نفسه «جورج». 
في مطلع كانون الثاني يناير من العام 2017 قامت وزارة الخارجية الأمريكية بتجميد أصول الكسندا كوتي لكنها لم تؤكد إذا كان هو «جورج» أم لا. وفي مطلع العام 2018 قام مقاتلون أكراد بالقاء القبض على كلا المدعوين كوتي والشيخ في سوريا بالقرب من الحدود مع العراق وقاموا بتسليمهم إلى مسؤولين أمريكان والذين تأكدوا من هوياتهم عن طريق المقياس الحيوي وبصمات الأصابع وتم سحب الجنسية البريطانية من كلاهما. 

### «رينغو»
في العام 2016 تم التعرف على الكسندا كوتي البالغ من العمر 32 عاما والذي ينحدر من غرب لندن كأحد عناصر فرقة البيتلز من قبل صحيفة واشنطن بوست وبزفيد. ولكنهم لم يكونوا متيقنين أذا ما كان «جورج» أو «رينغو». 
وبعد بضعة أشهر وفي تحقيق مشترك أخر قامت به صحيفة الواشنطن بوست والبزفيد والذين قاموا بالتعرف على أخر عضو في المجموعة وهو الشفيع الشيخ وهو مواطن بريطاني والذي فرت عائلته من السودان خلال التسعينات، وكان شاب لندي يبلغ من العمر 27 عاما وسافر إلى سوريا خلال العام 2012. ولكنهم كانوا لا يزالون غير متيقنين إذا ما كان الشيخ أو كوتي هو نفسه «رنغو». 
في مطلع كانون الثاني يناير من العام 2017 قامت وزارة الخارجية الأمريكية بتجميد أصول الكسندا كوتي لكنها لم تؤكد إذا كان هو «رينغو» أم لا. وفي مطلع العام 2018 قام مقاتلون أكراد بالقاء القبض على كلا المدعوين كوتي والشيخ في سوريا بالقرب من الحدود مع العراق وقاموا بتسليمهم إلى مسؤولين أمريكان والذين قاموا بالتأكد من هوياتهم عن طريق المقياس الحيوي وبصمات الأصابع. 

### «بول»
لقد لعب «بول» دورا صغيرا في المجموعة ولم يظهر سوى مؤخرا خلال احتجاز بعض من أولئك الذين تم أحتجازهم من قبل الدولة الأسلامية. وقد ذكر أين ليسلي دافيس بأن بول كان أحد الإسلاميين البريطانيين الذين تم تعيينهم لحراسة الرهائن الغربيين، وقد تم اعتقاله في تركيا في الثالث عشر من شهر تشرين الثاني نوفمبر في العام 2015. وتمت محاكمته في تركيا في العام 2016 بسبب ادعاءات بأنه كان يخطط لهجوم ارهابي هناك. وفي التاسع من شهر أيار مايو من العام 2017 تم ادانته بجرائم أرهابية من قبل المحكمة التركية وتم الحكم عليه بالسجن لسبعة سنين ونصف. 

## ردود الفعل
أن استعمال أسم «البيتلز» كلقب للمجموعة دفع الموسيقي الأنجليزي والعضو السابق في فرقة البيتلز «رينغو ستار» ليعبر عن اشمئزازه من استعمال أسم فرقته الموسيقية السابقة في هذا السياق وقال: «هذا هراء. وأن كل ما يقومون به هنالك هو ضد ما تؤمن به البيتلز وتناصره» وأضاف بأن البيتلز ناصرت السلام وعارضت العنف. 
وقد قال رئيس الوزراء البريطاني السابق ديفيد كاميرون " أن الشعب البريطاني يشعر بالأشمئزاز وكيف لمواطن بريطاني أن يتورط في قتل الناس بهذه الطريقة ومن ضمنهم مواطن بريطاني ذهب إلى سوريا من أجل مساعدة الناس. أنه تماما ضد القضايا التي يدافع عنها وطننا المتسامح والمحب للسلام. 

## المطاردة
تم نشر قوة كبيرة تابعة للقوات الجوية البريطانية الخاصة في شمال العراق في آواخر شهر اب أغسطس من العام 2014 , ووفقا للرئيس السابق لجهاز المخابرات البريطاني ريتشارد باريت بأنه سيتم أرسال القوة إلى سوريا من أجل مهمة تعقب البيتلز من خلال استخدام معدات عالية التقنية مع أحتمالية تحرير الرهائن الأخرين. واعتبارا من شهر أيلول سبتمبر من العام 2014 فأن وكالات الأمن والمخابرات البريطانية بما فيها جهاز المخابرات البريطاني والسكوتلاند يارد وبمساعدة مكاتب الأتصالات الحكومية البريطانية ومراقبة الأتصالات والذين كانوا يعملون سوية مع مكتب التحقيقات الفيدرالي ووكالة المخابرات المركزية وفرق ميدانية من جهاز المخابرات البريطاني ووكالة المخابرات المركزية في شمال سوريا من أجل تحديد موقع المجموعة وقد استهدفت وكالات التنصت الألكترونية الأمريكية والبريطانية أتصالات كانت قد قامت بها المجموعة. 

## أعتبارات النقل إلى غوانتانامو أو سجون أي دي أكس فلورنس شديدة الحراسة أو لاهاي
في الحادي عشر من شهر شباط فبراير من العام 2018 , ذكرت صحيفة الإندبندنت بأن حكومة المملكة المتحدة كانت تفكر بالموافقة على نقل العضوين المتبقيين من فرقة البيتلز الكسندا كوتي والشفيع الشيخ والذي كانوا تحت وصاية الأكراد لنقلهم إلى معسكرات الأعتقال في غوانتانامو. 
قد يكون الاحتجاز في غوانتانامو إلى أجل غير مسمى وبدون تهمة. وإذا تم نقلهم إلى الولايات المتحدة الأمريكية من أجل محاكمة مدنية، سيكون من المحتمل احتجازهم في سجون ال أي دي أكس فلورنس شديدة الحراسة أو كولورادو وذلك في حال تم ادانتهم. 
وهناك خيار اخر قيد النظر وهو محاكمتهم في المحكمة الدولية في لاهاي. ووفقا لصحيفة الإندبندنت فإن حكومة المملكة المتحدة ستقوم أولا بسحب الجنسية البريطانية من كوتي والشيخ وذلك قبل الموافقة على نقلهم إلى لاهاي.  